# Sergey Trofimov
Sergey Sergeyevich Trofimov (en russe : Сергей Сергеевич Трофимов), né le 27 juillet 1995 à Nijni Novgorod, est un patineur de vitesse russe.

## Biographie
Trofimov fait ses débuts en Coupe du monde à Calgary en novembre 2015, terminant 14e au 1500m et 7e à la poursuite par équipe. Il a terminé 13e aux Championnats d'Europe distance multiple 2016 à Minsk et 10e du 1500 m aux Championnats du monde de distances individuelles à Kolomna en 2016.
L'année suivante, ses performances sont comparables (17e du 1500 m aux mondiaux de Gangwon, 10e distance multiple aux mondiaux d'Amsterdam) et participe aux jeux olympiques d'hiver de Pyeongchang en 2018 avec une 18e place au 1500 m.
Au cours de la saison 2018/19, il remporte sa première épreuve de coupe du monde en poursuite par équipe à Obihiro et une troisième place lors de l’étape de Tomaszów Mazowiecki. En février 2019, il remporte la médaille de bronze en poursuite par équipe aux championnats du monde de distance individuelle à Inzell avec Rumyantsev (en) et Semerikov (en). Il est également classé 14e au 1500 m et 7eau 5000 m. Il atteint la 20e aux championnats du monde toutes épreuves de 2019 à Calgary.
L'année suivante, il termine 11eaux Championnats d'Europe 2020 à Heerenveen sur 1500 m et cinquième aux Championnats du monde du concours toutes épreuves 2020 à Hamar. Il remporte la médaille de bronze en poursuite par équipe aux Championnats du monde de distance individuelle 2020 à Salt Lake City avec Ruslan Sacharow et Semerikov (en).
Après une huitième place aux Championnats d'Europe 2021 à Heerenveen en toutes épreuves, il décroche la troisième place du classement général de la Coupe du monde sur 5000 m/10000 m avec deux troisièmes places. Aux championnats du monde de distance 2021 à Heerenveen, il remporte deux médailles de bronze supplémentaires en individuel sur 5000 m et par équipe en poursuite avec Semerikov (en) et Rumyantsev (en). Il intègre la délégation russe aux jeux olympiques 2022 à Pékin : en individuel, il finit huitième du 1500m et quatrième sur 5000m à quatre dixième du norvégien Hallgeir Engebråten ; il remporte néanmoins la médaille d'argent de la poursuite par équipes avec Aldoshkin et Zakharov battu de 2s38 par la Norvège.